# ナムコ・コレクション
『ナムコ・コレクション』は、1999年に発売されたWindows 95/98用ゲームソフト。アーケードゲームからの移植。Vol.1とVol.2の2作品が発売されている。

## ナムコ・コレクション Vol.1
1999年4月2日発売。

### 収録作品
- ワルキューレの伝説
- スカイキッドDX
- ファイナルラップ

## ナムコ・コレクション Vol.2
1999年4月30日発売。

### 収録作品
- リブルラブル
- ドラゴンバスター
- 妖怪道中記